# Cacia obliquelineata
Cacia obliquelineata là một loài bọ cánh cứng trong họ Cerambycidae.